# Дорога до НБА
«Дорога до НБА» (англ. Hustle) — американський спортивний драматичний фільм режисера Ієремії Загара за сценарієм Тейлора Матерна та Вілла Феттерса. У головній ролі знявся Адам Сендлер, який зіграв скаута НБА, який виявляє в Іспанії недосвідченого, але талановитого гравця (Хуан Ернангомес) і намагається підготувати його до драфту НБА. Роль основного антагоніста, Керміта Вілтса, виконав нападник «Міннесоти Тімбервулвз» Ентоні Едвардс. У другорядних ролях були залучені Квін Латіфа, Бен Фостер і Роберт Дюваль. Баскетболіст Леброн Джеймс виступив як продюсер. Фільм вийшов на стрімінговій платформі Netflix у 2022 році і отримав високі оцінки від кінокритиків — особливо хвалили гру Адама Сендлера.

## Сюжет
Колишній баскетбольний скаут випадково натикається в Іспанії на молодого талановитого новачка і вирішує використати його, щоб повернутися до Національної Баскетбольної Асоціації.

## У ролях
- Адам Сендлер — Стенлі Шугерман
- Куїн Латіфа — Тереза Шугерман
- Бен Фостер — Вінс Меррік
- Хуан Ернангомес — Бо Крус
- Роберт Дюваль — Рекс Меррік
- Марія Ботто — Паола Крус
- Хайді Гарднер — Кет Меррік
- Ентоні Едвардс — Керміт Вілтс
- Кенні Сміт — Леон Річ
- Fat Joe — камео

## Виробництво
У травні 2020 року до акторського складу фільму приєднався Адам Сендлер, сценарій якого підготували Тейлор Матерн та Вілл Феттерс. Дистриб'ютором має виступити компанія Netflix. Сендлера вразила дебютна стрічка Єремії Загара «Ми, тварини» (2018) і він попросив його поглянути на сценарій фільму. Спочатку Загар вагався, але згодом перейнявся ідеєю зняти баскетбол кінематографічним способом і приєднався до проєкту.
У вересні 2020 року було оголошено, що до акторського складу фільму увійшла Квін Латіфа. У жовтні того ж року до проєкту приєдналися актори: Роберт Дюваль, Бен Фостер, Хуан Ернангомес, Джордан Халл, Марія Ботто та Кенні Сміт.
Знімання фільму розпочали у Філадельфії у жовтні 2020 року. Декілька сцен було знято в центрі Філадельфії, включаючи Маркет-стріт, Італійський ринок, Манаюнк та Південну Філадельфію. Додаткове знімання відбувалося у Камдені, штат Нью-Джерсі, а також у Пенсільванії.

## Реакція критиків
На сайті-агрегаторі Rotten Tomatoes рейтинг фільму складає 91 % на основі 103 оглядів із середньою оцінкою 7/10. Консенсус сайту говорить: «У фільму немає будь-яких несподіваних ходів, але вони йому і не потрібні — чарівність Адама Сендлера робить цю легку кінопостановку цікавою для перегляду». Оцінка стрічки на сайті Metacritic складає 69 зі 100 % на основі 36 критиків, що прирівнюється до вердикту «загалом позитивні відгуки».